# هارويل هاميلتون هاريس
هارويل هاميلتون هاريس (بالإنجليزية: Harwell Hamilton Harris)‏ هو مهندس معماري أمريكي، ولد في 2 يوليو 1903 في ريدلاندس في الولايات المتحدة، وتوفي في 18 نوفمبر 1990 في رالي في الولايات المتحدة.